# Rue Larrey (Tarbes)
Pour les articles homonymes, voir Rue Larrey.
La rue Larrey  est une voie de la commune de Tarbes, située dans le quartier du  Centre-ville, département des Hautes-Pyrénées en région Occitanie.

## Situation et accès

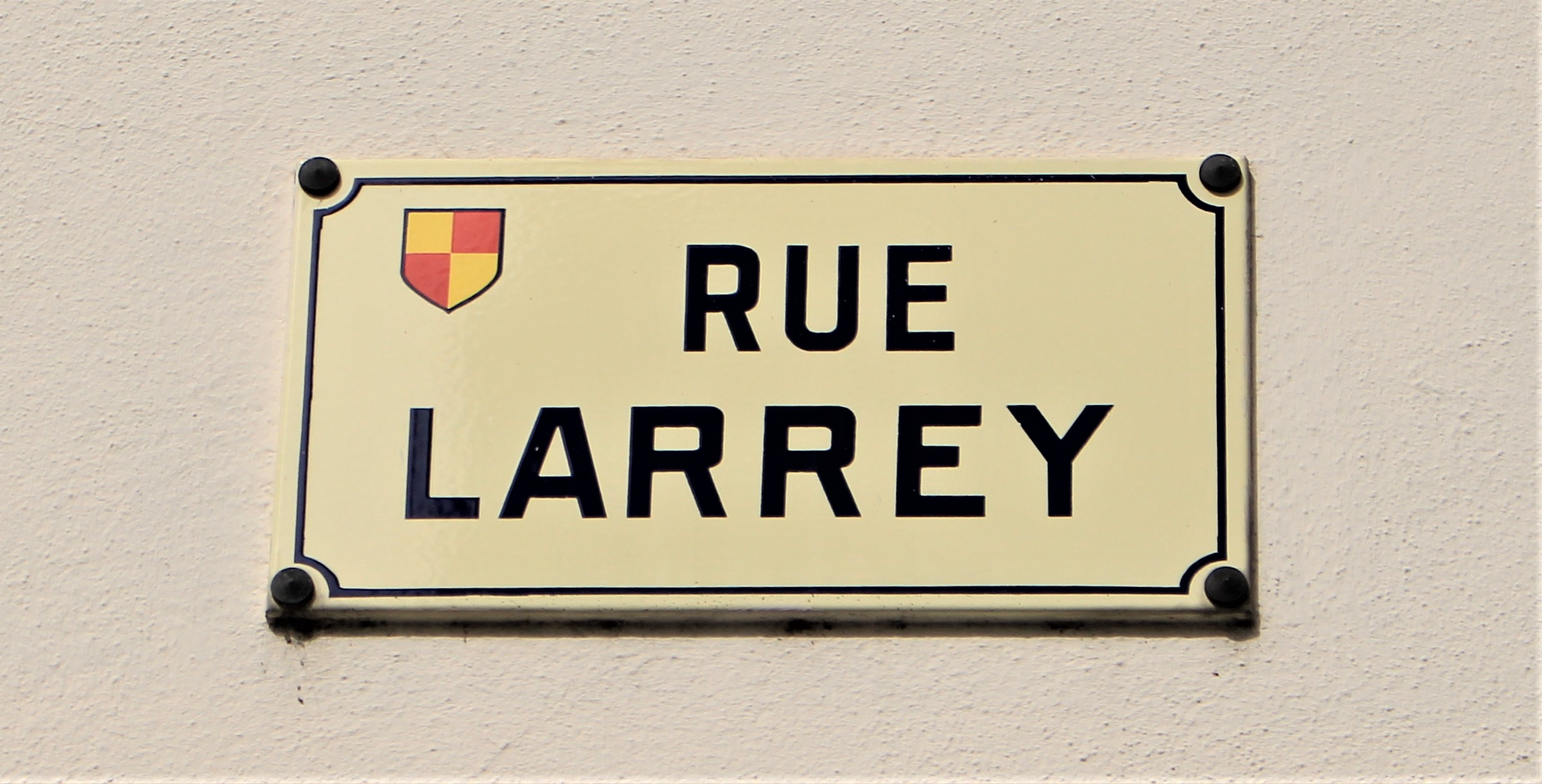
Plaque de la rue.

Longue de 950 mètres à  sens unique dans le sens est-ouest, représentant une des artères principales du quartier du centre-ville, canton de Tarbes 2.
La rue commence à l'ouest à l’intersection de l'avenue du Régiment de Bigorre, elle est coupée par le cours Gambetta et les allées du général-Leclerc, passe au sud de la halle Brauhauban. Elle longe au nord la place au Bois et se termine à l'est en face de la halle Marcadieu.

### Transports
La rue est  directement desservie par les transports en commun.

## Odonymie
Elle porte le nom du baron Dominique-Jean Larrey (1766-1842), chirurgien militaire, célèbre notamment sous le Premier Empire et natif de Beaudéan.

## Historique
La ville de Tarbes en 1880 décide de renommer la rue en son nom. 

## Bâtiments principaux
- No 23 : Monument à Larrey.
- No 23 : Conservatoire Henri Duparc.
- No 23bis : Halle Brauhauban.
- No 44 : Théâtre des Nouveautés.
- No 58 : Collège Desaix et École élémentaire Voltaire.
- No 68 : Place aux Bois.

## Galerie d'images

Sélection de vues de la rue.
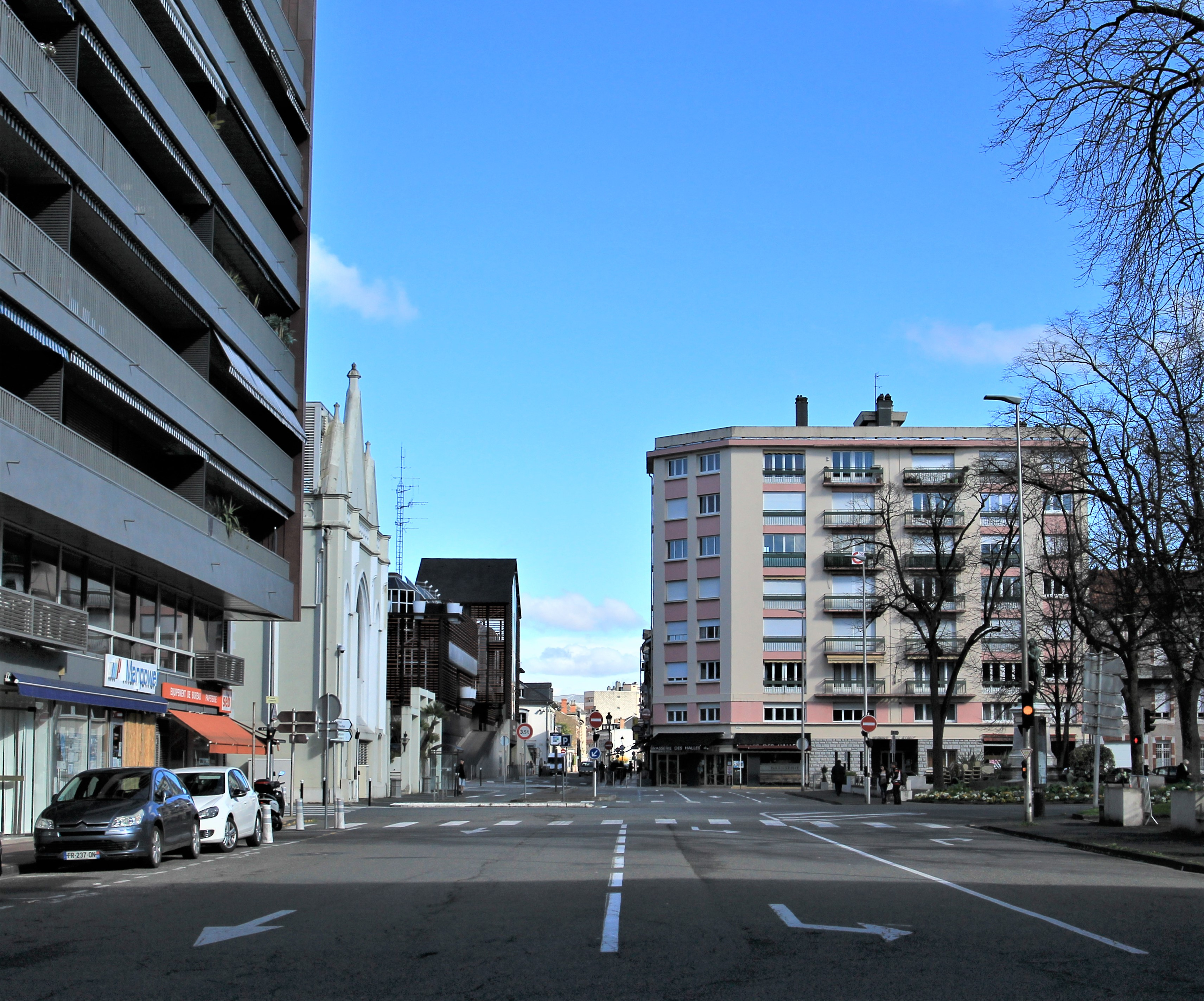
Entre le conservatoire et la statue Larrey.
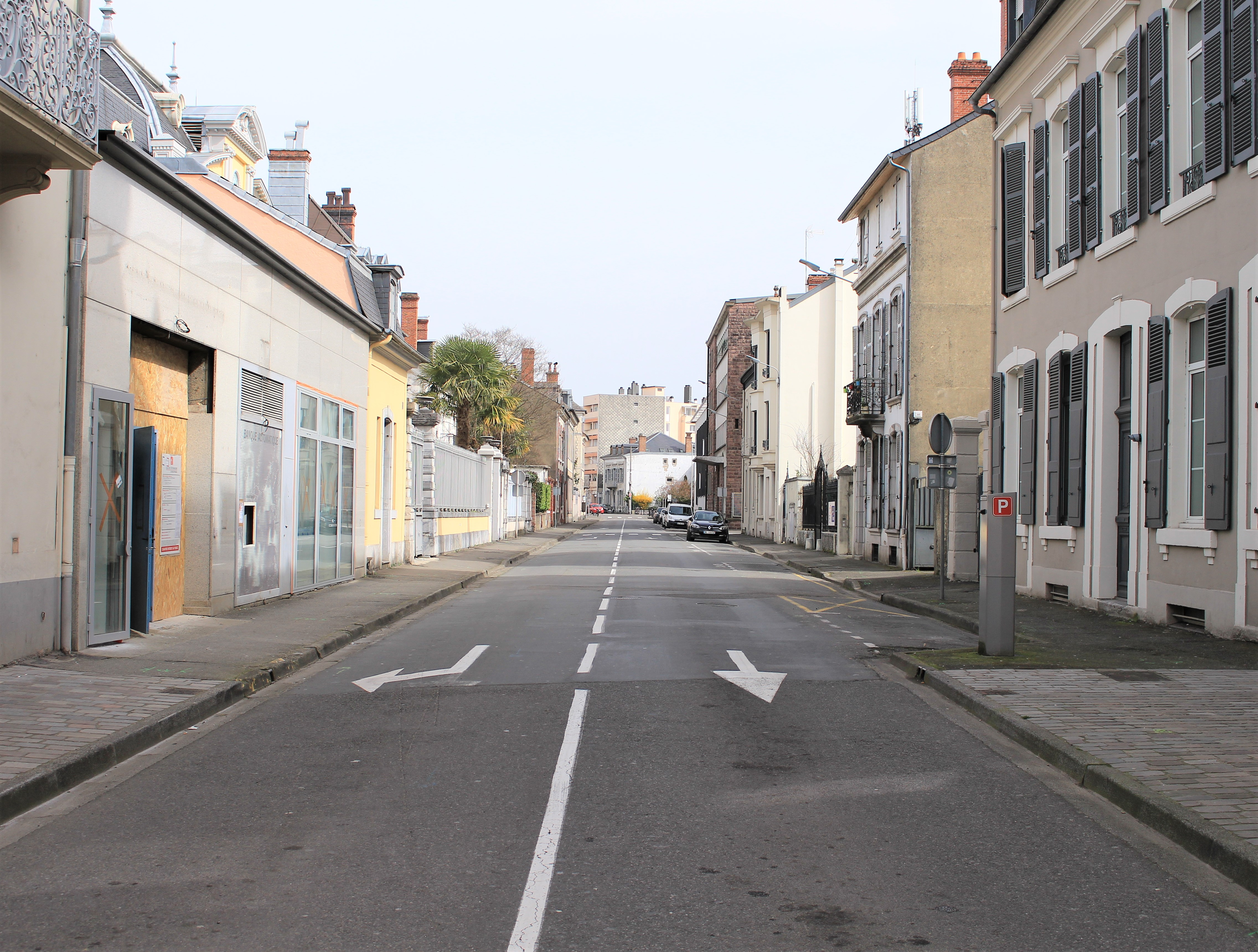
Partie centre.
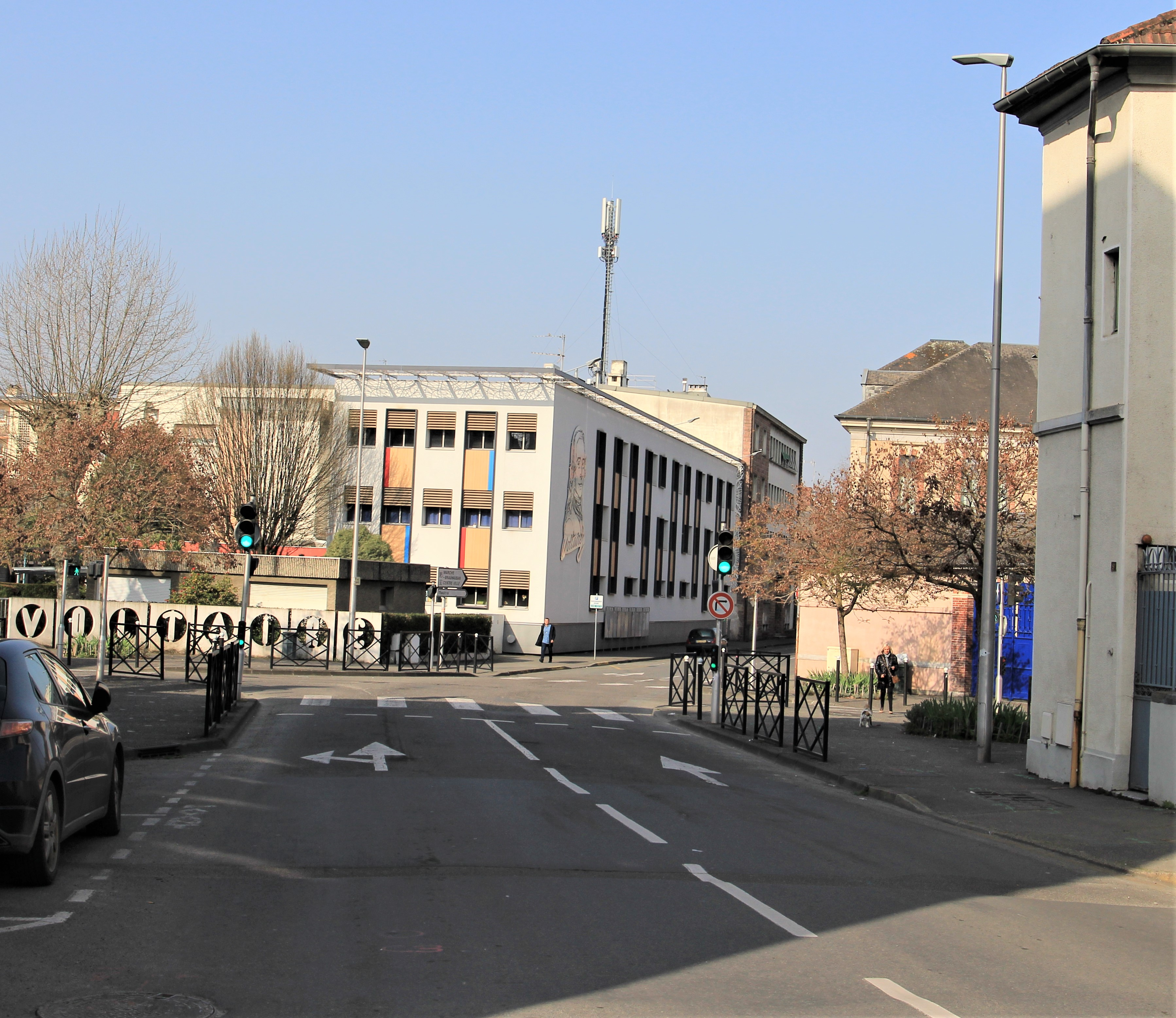
Entre l'école Voltaire et le collège Desaix.
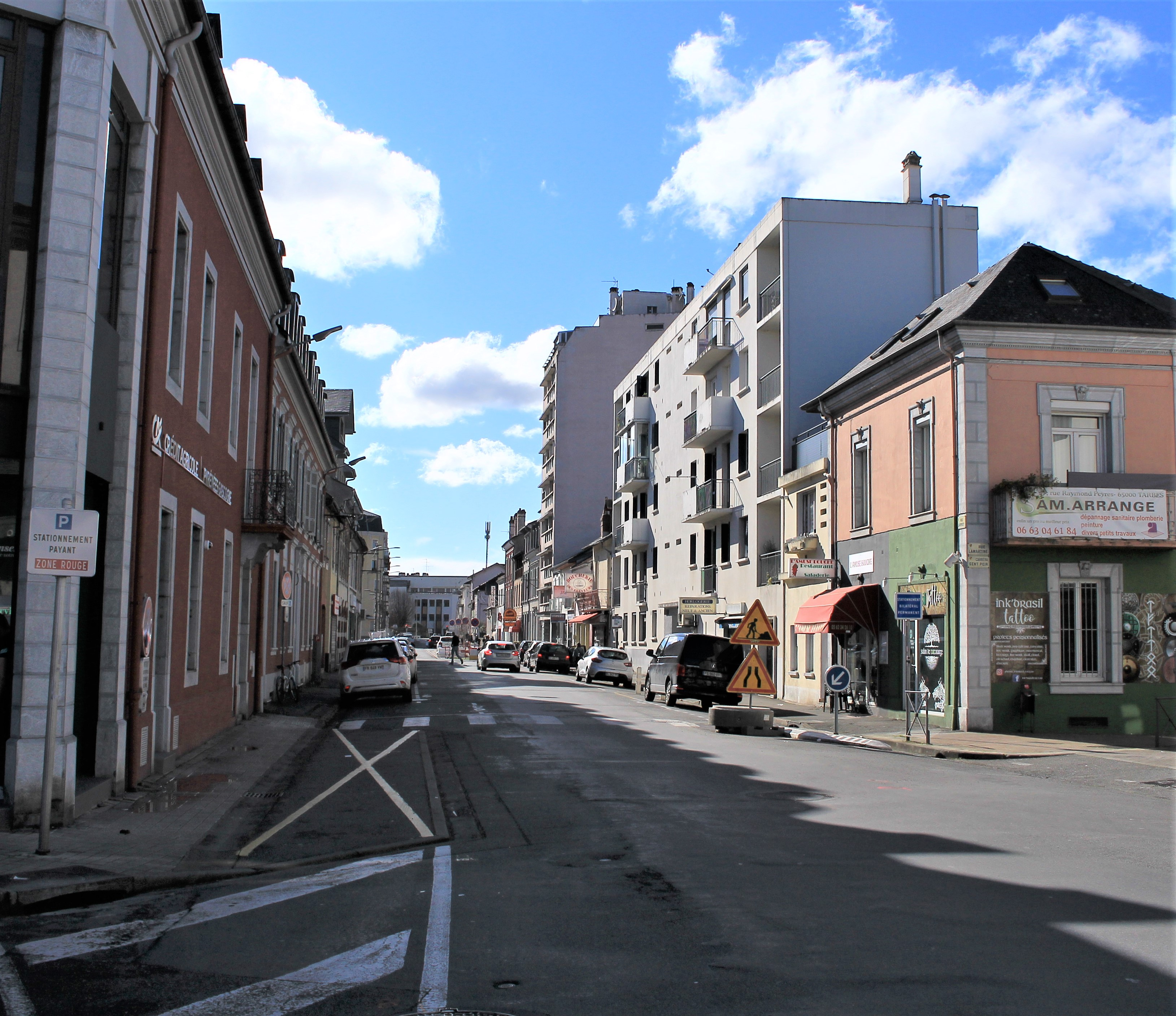
Partie est.